# Fantasmas (novela de Chuck Palahniuk)
Fantasmas (2005) es una novela escrita por Chuck Palahniuk.
Fantasmas narra las historias de un grupo de escritores aficionados que tras ver un anuncio en la prensa sobre la convocatoria de un retiro temporal para artistas deciden abandonar sus vidas para tratar de conseguir la novela que les dé a conocer en el mundo. El retiro en el que se ven inmersos no resulta tan cómodo y bucólico como esperaban, siendo los bienes más básicos (luz, agua, comida) bienes de difícil obtención. Por otro lado, se encuentran parcialmente privados de libertad, por lo que su existencia se torna a cada momento más oscura, y así lo hacen también sus narraciones.
El libro se mueve entre la historia principal y las diversas narraciones que escriben los propios personajes del libro, incluyendo elementos de la primera en las segundas según van sucediendo. Los elementos de terror y mágicos se van mezclando con la crudeza de la situación de los personajes.
- Datos: Q2447088